# Ogbah
L'ogbah és una llengua que es parla al sud-est de Nigèria; es parla a la LGA d'Ogba-Egbema-Ndoni, a l'estat de Rivers.
L'ogbah és considerada una llengua igbo. Les altres llengües igbos són l'ezaa, l'igbo, l'ika, l'ikwo, l'izii, l'mgbolizhia, l'ikwere i l'ukwuani-aboh-ndoni.

## Ús de la llengua i dialectologia
L'ogbah és una llengua desenvolupada (5); està estandarditzada i gaudeix d'un ús vigorós. És una llengua literària, té gramàtica i s'escriu en alfabet llatí. El 1999 s'hi van traduir fragments de la Bíblia. Els ogbes també parlen igbo, anglès i pidgin nigerià. Segons l'ethnologue, el 1993 hi havia 170.000 parlants d'ogbah.
Els dialectes de l'ogbah són l'egnih i l'igburu-usomini.

## Població i religió
El 98% dels 270.000 ogbes són cristians; d'aquests, el 55% són catòlics, el 25% són anglicans, el 10% són protestants i el 10% pertanyen a esglésies cristianes independents. El 2% restant creuen en religions tradicionals africanes.